# Шалекенов, Уахит Хамзинович
Уахит Хамзинович Шалекенов (12 мая 1924 — 18 ноября 2020) — казахстанский историк, педагог, общественный деятель, доктор исторических наук, профессор,  Участник Великой Отечественной войны, Академик Академии Гуманитарных Наук Республики Казахстан, Почетный Академик Национальной Академии Наук Республики Казахстан, «Почетный гражданин» Шуского района

## Биография
Родился в 1924 году в селе Серикты Карабалинского района Астраханской области.
С 1944 по 1948 год учился на историческом факультете Нукусского государственного педагогического института. С 1951 по 1953 год учился в аспирантуре в институте этнологии и антропологии им. Миклухо-Маклая Академии наук СССР.
В 1953 году защитил в Москве кандидатскую диссертацию по специальности «этнография» на тему «Жизнь и быт колхозного крестьянства Чимбайского района Каракалпакии». В 1967 году защитил докторскую диссертацию по монографии, на тему «Казахи низовьев Амударьи (взаимоотношение казахов низовьев Амударьи в XVIII-начале XX вв.». Это первый весомый научный труд о казахах проживающих за пределами исторического Казахстана.
Скончался 18 ноября 2020 года в Алматы.
На доме по адресу: город Алматы, ул. Толе би, 40 в котором с 1980-2020 годы проживал Уахит Хамзинович Шалекенов 17 мая 2024 года установлена в память о нет мемориальная доска. 

## Трудовая деятельность
• 1948-1950 - преподаватель Каракалпакского обкома партии
• 1950–1953 - аспирант Института этнографии АН СССР
• 1953–1970 - руководитель Каракалпакского филиала Академии наук Узбекистана
• 1970–1972 - заведующий кафедрой Шымкентского государственного института культуры
• С 1973 по 2020 гг. работал в Казахском национальном университете имени Аль-Фараби. Был деканом исторического факультета в КазГУ (ныне КазНУ им. Аль-Фараби), преподавал до 90 лет.

## В годы Великой Отечественной войны
Ушел на фронт после шестимесячных курсов в звании младшего лейтенанта в феврале 1943 года.В июле 1943 года Уахит Хамзинович находился близ Курска и начал оборонительную подготовку. В этой войне он был помощником командира взвода. Дивизия, в составе которой воевал Уахит Хамзинович, находилась под руководством Ивана Степановича Конева. В битве за Харьков Уахит Хамзинович получил ранения в руку и ногу. Сперва его отправили в полевой госпиталь, а затем перенаправили в Фрунзе, ныне Бишкек. Его вылечили, государственная комиссия признала негодным к строевой службе. После этого он отправился домой. Имеет воинское звание гвардии полковника, награжден орденами Красной Звезды, Отечественной войны I и II степеней, 15 медалями.

## Научные, литературные труды
Автор более 700 научных публикаций, 30 монографий, учебников. Он подготовил более 20 кандидатов и докторов наук.
• «30 лет Каракалпакской АССР» (1954)
• «Социалистическая культура каракалпаков в советское время (1957)
• «Очерки истории культуры Советского Каракалпакстана 1917-1940 годов» (1960)
• «К вопросу о взаимоотношениях казахских племен с оседлым и полукочевым населением Хорезма в XVIII-XIX веках» (1964)
• «Ақтөбеде» (Баласағұнда) жүргізілген
жұмыстардың нәтижесі «V-XIII ғасырлардағы Баласағұн» (Алматы, 2006);
• «Город Баласагун в V-XIII веках» (орыс тілінде, Алматы,2009);
•«Ортағасырлық Ақтөбе (Баласағұн)» (Анкара, 2006) альбом;
• «Баласағұн жұмбағы шешілді» (Алматы, 2008) и др.

## Во время работы в Каракалпакском филиале АН Узбекистана
Шалекенов Уахит Хамзаевич около 20 лет возглавлял сектор «Археология и этнография» Каракалпакского отделения Академии наук Узбекистана, вместе со специалистами участвовал в археологических и этнологических экспедициях и проводил исследования. В эти годы «Токтау» (Токкала), «Город Мехер», «Город Куаныш», «Комплекс Мыздахан», «Мавзолей Назым сулу», «Султандуздаг», «Каракумышан», «Дауытатак» и др. принимал участие в исследованиях памятников истории и культуры. Много лет участвовал в Хорезмской комплексной археолого-этнографической экспедиции под руководством Толстова и Жданко. Были организованы специальные этнографические экспедиции для изучения этнографии многонациональных народов, проживающих в Каракалпакстане, собраны данные о планируемых территориях, по результатам которых научные отчеты (ГЭ) были переданы в библиотечный фонд Каракалпакского отделения Академии наук Узбекистана. 
Усердный труд ученого в Каракалпакской АССР получил высокую оценку, и в 1984 году ему было присвоено почетное звание «Заслуженный деятель науки Каракалпакской АССР».

## За годы работы в КазНУ им. Аль-Фараби
В 1973 году был принят по конкурсу на должность заведующего кафедрой археологии и этнографии исторического факультета Казахского государственного национального университета имени Аль-Фараби и декана этого факультета.В 1974 году У.Х. Шалекенов организовал археолого-этнографическую экспедицию КазГУ, которая ежегодно вела археологическое изучение раннесредневекового городища Актобе, расположенного на территории Шу Джамбулской области. Результаты ежегодных раскопок на городище Актобе оформлены в виде научного отчета с иллюстрациями, который также сдан в Институт археологии имени А.Х. Маргулана НАН РК. 5 мая 1980 г. самолет Ил-14 сделал аэрофотоснимок Актобе с высоты 200 м и определил его общую площадь. На основе этого была создана археологическая карта Актобе (Баласагун). На основе богатого археологического материала о городище на историческом факультете КазГУ в 1983 году был создан археологический музей, экспонаты которого используются в учебном процессе, написаны книги и сборники, многочисленные научные статьи о городище Актобе (Баласагун) Материалы, литературные источники и топонимические материалы в течение многих лет собранные профессором У.Х. Шалекеновым и его коллегами на городище Актобе, позволили отождествить городище Актобе с Баласагуном. Как известно, востоковеды более шести столетий искали местонахождение бывшей столицы Караханидского государства Баласагун. В 1984 г. присвоено почетное звание «Заслуженный работник образования Казахстана». В 1999 году ему присвоено звание «Почетный заведующий кафедрой» Национального университета им. Аль-Фараби.

## Семья
• Отец - Хамза Шалекенович (1890-1942)
• Мать - Хафиза Шалекенова (1895-1937)
• Жена - Мадис Кусановна (Кандидат филологических наук)
• Старший сын - Болат Уахитович Шалекенов (Доктор медицинских наук, профессор)
• Младший сын - Шалекенов Мурат Уахитович (Доктор исторических наук, профессор)

## Награды и звания
1. Доктор исторических наук (1967)
2. Доцент (1959)
3. Профессор (1972)
4. Академик Академии Гуманитарных Наук Республики Казахстан (1997)
5. Почетный Академик Национальной Академии Наук Республики Казахстан (2014)
6. Орден Красной Звезды
7. Орден Отечественной войны I и II степеней
8. Орден Ленина
9. «Заслуженный деятель науки Каракалпакской АССР» (1984)
10. «Почетный заведующий кафедрой университета» (2000)
11. Обладатель Большой золотой медали Аль-Фараби (2009)
12. Орден «Парасат» (2014)
13. Почетный профессор Международного казахско-турецкого университета
14. «Почетный гражданин» Шуского района